# Ultraprominentní vrchol

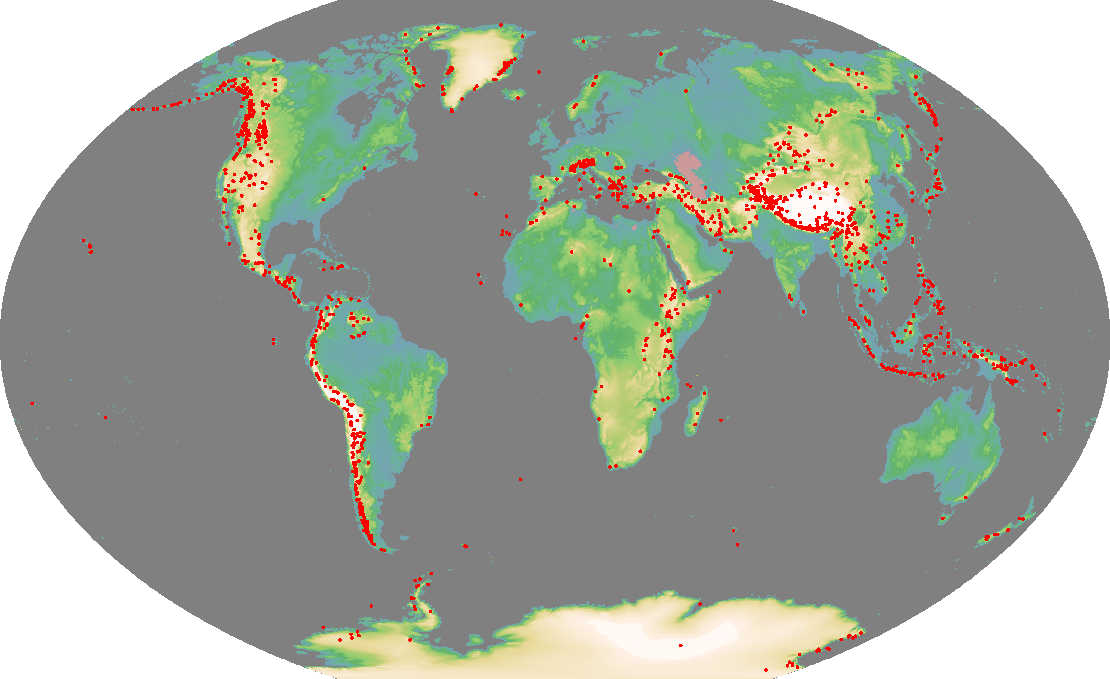
Mapa ultraprominentních vrcholů ve světě

Ultraprominentní vrchol (anglicky ultra prominent peak) je hora s prominencí 1500 m (4921 ft) a vyšší. Takovýchto hor je na světě asi 1515. Některé z nich jsou dobře známé i ne-horolezcům, jako třeba Mount Everest, Aconcagua či Denali (tři nejprominentnější vrcholy), zatímco jiné jsou pro širokou veřejnost prakticky neznámé. Některé známé vrcholy, jako například Matterhorn či Eiger, se naopak mezi ultraprominentní neřadí, protože jsou s vyššími horami spojeny vysoko položenými sedly a tudíž nemají dostatečnou prominenci.
Termín ultra poprvé použil americký geograf Stephen Fry ve své studii z roku 1980, v níž se zabýval prominencí vrcholů ve státě Washington. Jeho původní termín ultra major mountain (ultra-důležitá hora) se vztahoval na vrcholy s prominencí minimálně 5000 ft (1524 m).

## Rozmístění
Dodnes bylo ve světě identifikováno 1515 ultraprominentních vrcholů: 637 v Asii, 355 v Severní Americe, 209 v Jižní Americe, 119 v Evropě (včetně Kavkazu), 84 v Africe, 69 v Austrálii a Oceánii a 39 v Antarktidě.
Mnohé z nejznámějších a nejvyšších hor světa jsou ultraprominentní, včetně Mount Everestu, K2, Kilimandžára či Mont Blancu. Na druhou stranu mnoho vysokých a známých hor ultraprominentní nejsou, protože nemají dostatečnou prominenci. Množství ultraprominentní vrcholů leží v odlehlých a nehostinných částech planety, třeba 39 vrcholů v Grónsku, nejvyšší vrcholy arktických ostrovů Nová země, Jan Mayen a Svalbard a 136 vrcholů ve Vysoké Asii. V Britské Kolumbii nemají některé ultraprominentní vrcholy ani obecně uznávané názvy.
Některé ultraprominentní vrcholy, jako třeba nejvyšší bod pohoří Finisterre Range, hora Sauyr Zhotasy, Mount Siple či Gangkhar Puensum, jsou pravděpodobně nejvýznamnějšími dosud nezdolanými vrcholy planety.
Všechny hory v Seven Summits jsou ultraprominentní, protože jsou nejvyššími body celých kontinentů a jejich klíčová sedla leží u nebo těsně nad hladinou moře, což má za následek, že jejich prominence je stejná nebo jen o málo nižší než jejich nadmořská výška.

## Seznamy ultraprominentních vrcholů

### Všeobecně
- Seznam hor podle prominence
- Seznam ostrovů podle nejvyšších hor

### Evropa (104)
- Seznam ultraprominentních vrcholů v Evropě, 120 včetně pěti v Africe (atlantské ostrovy) a jedenácti v Asii (Kavkaz a Kypr)

### Asie (648)
- Seznam ultraprominentních vrcholů v západní Asii (99)
- Seznam ultraprominentních vrcholů ve střední Asii (75)
- Seznam ultraprominentních vrcholů v západním Himálaji (80)
- Seznam ultraprominentních vrcholů ve východním Himálaji, včetně jižní Indie a Srí Lanky (61)
- Seznam ultraprominentních vrcholů ve východní Asii (108)
- Seznam ultraprominentních vrcholů v severovýchodní Asii (53)
- Seznam ultraprominentních vrcholů v Japonsku (21)
- Seznam ultraprominentních vrcholů v jihovýchodní Asii (42)
- Seznam ultraprominentních vrcholů na Filipínách (29)
- Seznam ultraprominentních vrcholů v Malajském souostroví, 92 včetně dvanácti v Oceánii (Papua)

### Afrika (89)
- Seznam ultraprominentních vrcholů v Africe (89)

### Oceánie (69)
- Seznam ultraprominentních vrcholů v Austrálii a Oceánii, včetně jižního Indického oceánu (69)

### Antarktida (41)
- Seznam ultraprominentních vrcholů v Antarktidě, včetně jižního Atlantského oceánu (41)

### Severní Amerika (354)
- Seznam ultraprominentních vrcholů v Kanadě, 142 včetně šesti na hranicích se Spojenými státy
- Seznam ultraprominentních vrcholů ve Spojených státech amerických, 129 včetně šesti v Oceánii (Havaj) a šesti na hranicích s Kanadou
- Seznam ultraprominentních vrcholů v Grónsku (39)
- Seznam ultraprominentních vrcholů v Mexiku (27)
- Seznam ultraprominentních vrcholů ve střední Americe (22)
- Seznam ultraprominentních vrcholů v Karibiku (7)

### Jižní Amerika (209)
- Seznam ultraprominentních vrcholů v Jižní Americe (209)